# Jung Woo-sung
Jung Woo-sung Embaixador(a) da boa vontade da ACNUR (nascido em 20 de março de 1973) é um ator e modelo sul-coreano. Ele também é o primeiro embaixador coreano da boa vontade do ACNUR. Jung iniciou sua carreira como modelo , chegando ao estrelato e status de figura de culto na adolescência com o filme gangster Beat (1997), pelo qual recebeu o prêmio de Melhor Novo Ator na 17ª Associação Coreana de Críticos de Cinema.
Uma das principais estrelas da Coréia do Sul, Jung também é amplamente popular em outros países asiáticos, principalmente no Japão. Vencedor quatro vezes do Prêmio de Ator Popular no Blue Dragon Film Awards, ele também ganhou, entre outros, o Busan Film Critics Award de Melhor Ator por Asura: A Cidade da Loucura (2016); Melhor Ator Coadjuvante no 3º Asian Film Awards pelo oeste, O Bom, o Mau, o Estranho (2009) e recebeu 12 indicações para o Melhor Ator. Jung é um ator versátil, conhecido por interpretar papéis importantes em filmes de um amplo espectro de gêneros, incluindo sucessos de bilheteria de alto rendimento: Steel Rain (2017), The King (2017), Asura: A Cidade da Loucura (2016), The Divine Move (2014), Olhos Frios (2013); foto de artes marciais: Reign of Assassins (2010), fantasia: The Restless (2006); dramas: Don't Forget Me (2016), Cidade do Sol Nascente (1999), thriller erótico Scarlet Innocence (2014); filmes românticos: A Good Rain Knows (2009), Daisy (2006), A Moment to Remember (2004) e o épico histórico Musa (2001).
Ele também é um ator de televisão talentoso. Por sua primeira parte importante de drama televisivo em Asphalt Man (1995), recebeu o prêmio de Melhor Ator Novo no SBS Drama Awards e no 32º Baeksang Arts Awards (TV). Seus outros papéis de destaque foram na série de TV de espionagem Athena: Goddess of War (2010) e no drama romance Padam Padam (2011).

## Início da vida
Jung cresceu em Sadang-dong, então uma das cidades mais pobres de Seul. Ele deixou de estudar, abandonou o ensino médio depois de um ano, para trabalhar e, assim, apoiar o orçamento da família. Ele nunca ocultou esse fato e afirmou que não se arrependia de sua decisão. Ele já cresceu muito alto na escola primária, sua altura fazendo com que ele se curvasse constantemente. Mais tarde, ao tentar entrar na indústria cinematográfica, foi-lhe dito que era alto demais para se tornar ator, então ele primeiro trabalhou como modelo.

## Carreira

### Filme
Jung Woo-sung estreou no cinema com um papel de destaque em 1994, The Fox with Nine Tails, um dos primeiros filmes de fantasia coreanos e o primeiro a usar imagens geradas por computador. Ele estreou junto com a atriz Ko So-young, que mais tarde co-estrelou com ele duas vezes, incluindo seu inovador filme de 1997, Beat. Dirigido por Kim Sung-su, Beat é a história de um estudante do ensino médio envolvido na vida de gangues contra sua vontade. O filme trouxe grande fama a Jung e começou sua ascensão ao ator da lista coreana e um dos modelos comerciais mais procurados.

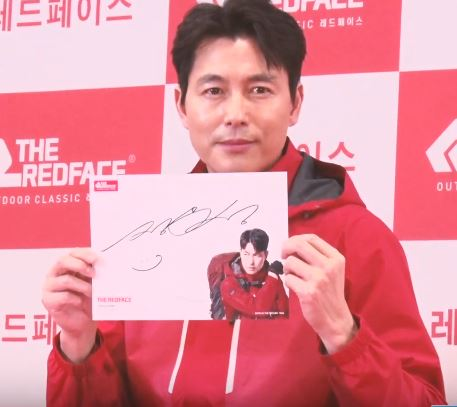
Jung Woo-sung em abril de 2019

Em 1999, ele estrelou outro filme icônico do diretor Kim Sung-su, Cidade do Sol Nascente, retratando a amizade que se desenvolve entre um boxeador malsucedido e um vigarista igualmente azarado. Seu co-líder no filme, o ator Lee Jung-jae, se tornou seu amigo ao longo da vida.
Nos anos seguintes, Jung jogou como tenente naval em Phantom: The Submarine e maratonista em Love.
Musa, de 2001, marca sua terceira colaboração com o diretor Kim Sung-su. No épico sucesso de bilheteria, Jung tocou ao lado da estrela chinesa Zhang Ziyi e recebeu ampla exposição no exterior e na Coréia. Depois de passar um tempo em 2002 dirigindo uma série de videoclipes e aparecendo em um grande número de comerciais, Jung assumiu o papel excêntrico de Mutt Boy, o quinto filme do diretor Kwak Kyung-taek.
Os próximos papéis de Jung estariam em papéis altamente românticos que representavam sua imagem de tela estabelecida. No sucesso de bilheteria A Moment to Remember, ele interpretou um arquiteto cuja esposa (interpretada por Son Ye-jin) é diagnosticada com doença de Alzheimer de início precoce e na série holandesa Daisy, ele interpretou um assassino contratado que se apaixona por um artista de rua interpretado por Jun Ji-hyun. Ele interpretou um bombeiro feliz em Sad Movie e interpretou um caçador de demônios em busca de um amor perdido em The Restless.
O "kimchi western" de Kim Jee-woon, The Good, the Bad, the Weird inspirado no trabalho de Sergio Leone, se tornaria um dos papéis mais emblemáticos de Jung, usando sua fisicalidade com grande efeito como a contraparte de Clint Eastwood em The Good, the Bad and the Feio. O filme foi exibido fora de competição no Festival de Cannes de 2008, que também marcou sua estreia mundial. Jung participou do festival junto com seus colegas de elenco. Ele ganhou o prêmio de Melhor Ator Coadjuvante no 3º Asian Film Awards e o Outstanding Achievement in Acting Award no Hawaii International Film Festival de 2008 por sua atuação. Pouco depois, Jung voltou a trabalhar com Kim Jee-woon em um curta-metragem para a W Korea.
Jung Woo-sung no set em 2008
Jung estrelou ao lado da atriz chinesa Gao Yuanyuan no filme de romance de Hur Jin-ho, A Season of Good Rain, e no filme de artes marciais de Su Chao-pin, Reign of Assassins, com Michelle Yeoh.
Em 2011, foi anunciado que Jung foi escalado para o remake em 3D em inglês de The Killer, de John Woo. O filme seria rodado em Los Angeles e reunia-o com o diretor John H. Lee, de A Moment to Remember, e o diretor John Woo, do Reign of Assassins, atuando também como produtor. O projeto foi suspenso enquanto John Woo trabalha em outro filme.

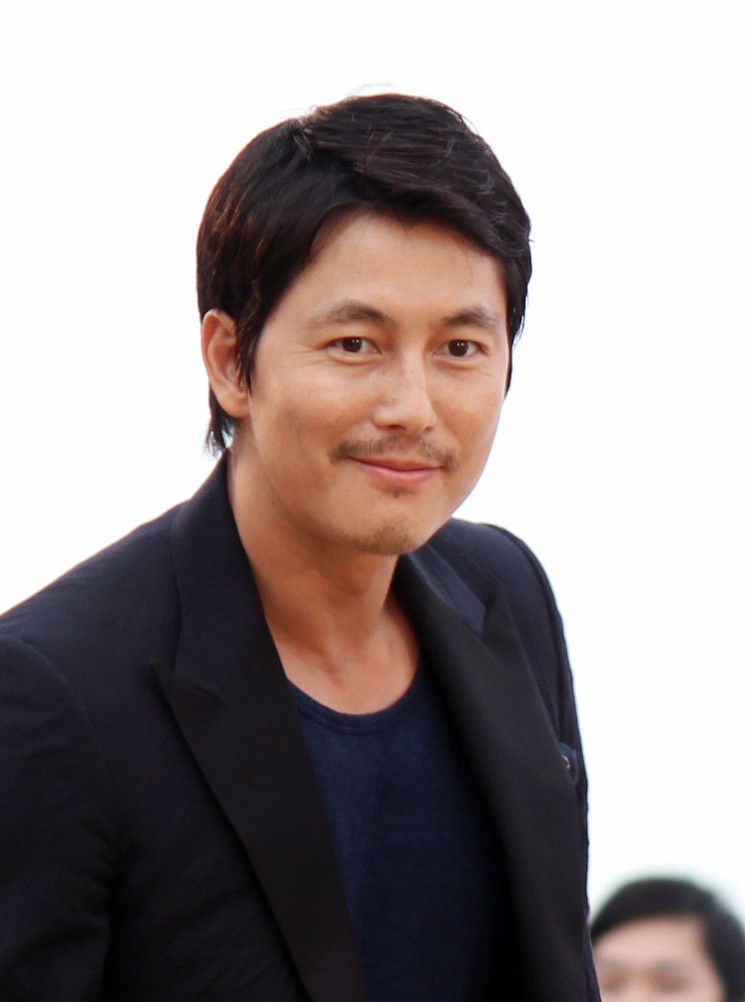
Jung Woo-sung no BIFF 2013

Jung elogiou seu primeiro papel de vilão em Cold Eyes, um thriller de ação que se tornou um sucesso de bilheteria em 2013. Ele retratou o chefe implacável de uma organização criminosa especializada em assalto a banco, iludindo os detetives que o perseguiam com uma destreza estranha. Em seguida, Jung jogou um jogador de baduk em busca de vingança em The Divine Move, seguido por um professor universitário adúltero que gradualmente perdeu a visão em Scarlet Innocence. A Scarlet Innocence teve sua estreia mundial no Toronto International Film Festival de 2014, encontrando críticas positivas dos críticos. Ele então assumiu um papel de liderança no filme indie de melodrama Don't Forget Me, também conhecido como Remember You, um remake do curta de 2010 Remember O Goddess, ambos dirigidos por Lee Yoon-jung. Jung também co-produziu este filme, explicando que ele queria proteger as ideias originais do diretor que outros produtores queriam modificar.
Em 2016, ele estrelou o thriller noir Asura: The City of Madness, sua quarta colaboração com o diretor Kim Sung-su. Jung interpretou um detetive corrupto que tenta salvar sua esposa em estado terminal enquanto prendia um prefeito corrupto da cidade. A Asura estreou globalmente no 41º Toronto Film Festival em setembro de 2016, onde foi exibida na seção de Apresentações Especiais. O segundo filme do ator, filmado em 2016 e lançado em 2017, foi o drama político de Han Jae-rim, The King, cuja trama gira em torno de um promotor sênior sendo manipulado por um colega mais jovem e ambicioso conectado à máfia.
Em 2017, Jung estrela Steel Rain, interpretando um ex-agente do departamento de inteligência da Coréia do Norte. Em 2018, ele interpretou um oficial da unidade policial de elite no thriller de ação de ficção científica Illang: The Wolf Brigade. O filme, baseado no anime japonês Jin-Roh: The Wolf Brigade, foi sua segunda colaboração com o diretor Kim Jee-woon.
Em 2019, ele deve estrelar o filme de drama Innocent Witness Como um advogado. Sua performance lhe rendeu o Grande Prêmio no cinema no Baeksang Arts Awards. No mesmo ano, ele estrelou o thriller Bestas que se apegam à palha.
Jung deve estrelar a sequência de Steel Rain, intitulada Summit: Steel Rain. Jung deve produzir a próxima série da Netflix, The Silent Sea.

### Televisão
Em 1995, Jung apareceu em seu primeiro papel importante na televisão na série dramática da SBS Asphalt Man, interpretando um aspirante a piloto de corrida que parte para os Estados Unidos para realizar seu sonho. A parte não apenas expandiu sua popularidade, mas também lhe trouxe elogios da crítica com o prêmio de Melhor Ator no 32º Baeksang Arts Awards e SBS Drama Awards.
Em 2010, Jung voltou à tela pequena após 15 anos de ausência na série de espiões Athena: Goddess of War, de grande orçamento, interpretando um agente do NTS (Serviço Nacional AntiTerror). Athena foi um spin-off do drama de sucesso da KBS2 IRIS em 2009. Com um orçamento de £ 20 bilhões (US $ 17 milhões), a série foi filmada na Itália, Nova Zelândia, Japão e Estados Unidos. O canal foi ao ar no canal SBS e seus episódios-piloto reuniram 22,8% da participação do público. Jung e outro ator ficaram feridos durante as filmagens em janeiro de 2011, causando o adiamento de uma semana de um dos episódios de Athena. A série também foi editada em uma versão de filme de duas horas e lançada em 2011 como Athena: The Movie.
Ele fez sua estreia no drama japonês com uma aparição nos episódios 6 e 7 de Good Life ~ Arigatou, Papa. Sayonara ~.

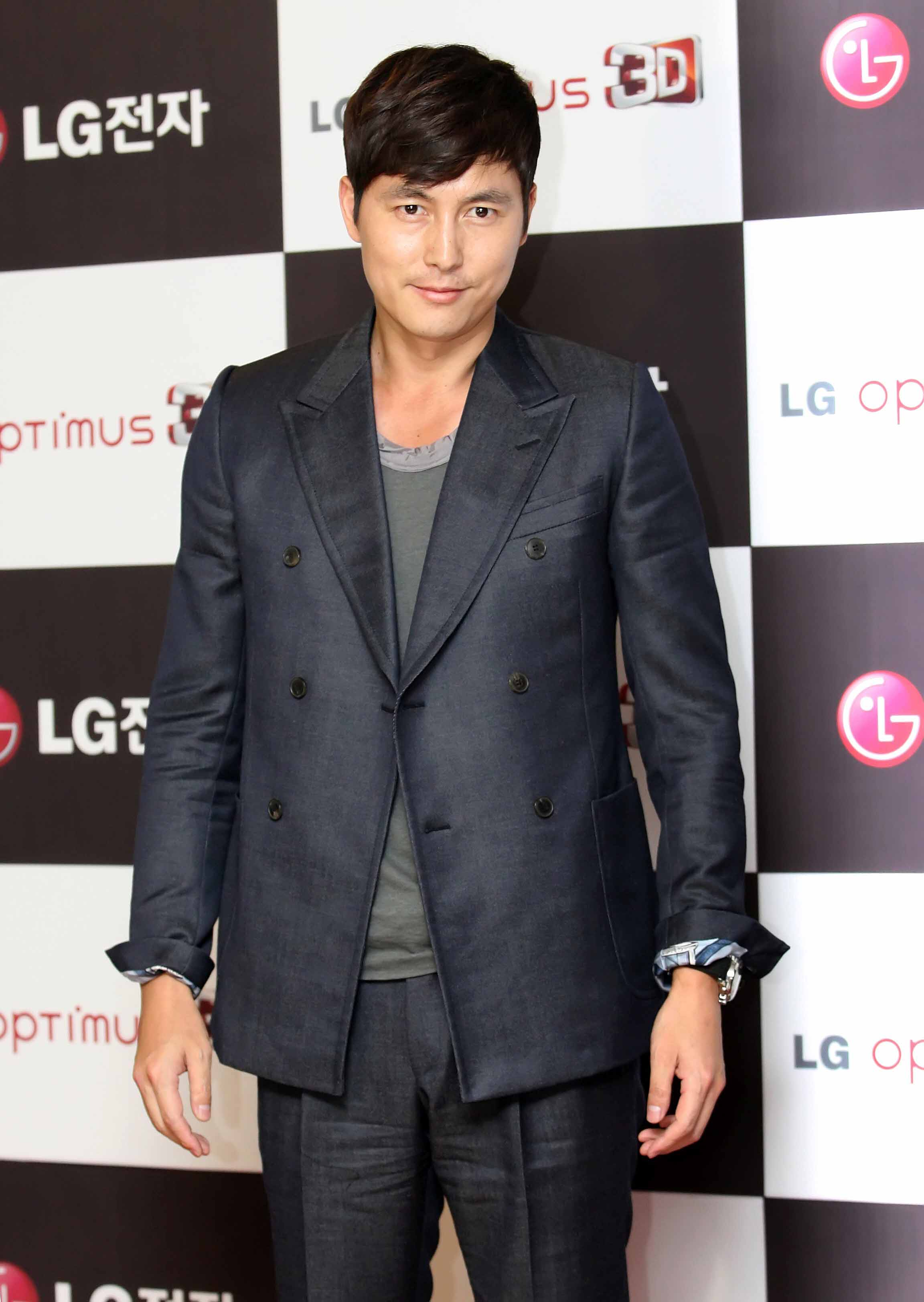
Jung em 2011

Jung seguiu isso com outra série de TV Padam Padam, que marcou o estabelecimento da nova estação de transmissão a cabo jTBC. Jung disse que "decidiu esse drama porque (ele) foi atraído pela maneira como Noh Hee-kyung escreve 'drama familiar'. Seja mãe-filho ou pai-filho, o amor e a dor experimentados pelas famílias é algo que ele gostaria de tentar retratar de maneira realista ". Ele interpretou um homem que foi libertado recentemente da prisão depois de cumprir uma sentença de 16 anos por um crime que não cometeu. A série estreou em 5 de dezembro de 2011.

### Trabalho de direção
Em 2000, Jung começou a tentar dirigir sua direção. Seus primeiros trabalhos foram videoclipes de um dos principais grupos de música pop sul-coreana G.o.d .. Em 2012, ele dirigiu e estrelou o comercial promocional do canal a cabo XTM. E um ano depois, Jung estava entre as quatro celebridades que dirigiram um curta-metragem usando o smartphone Samsung Galaxy S4 com o tema "Meet a Life Companion". Seu curta Love explorou os sentimentos do primeiro amor e registrou 1,8 milhão de visualizações no YouTube. Ele então dirigiu outro curta-metragem para o Samsung Galaxy S4, desta vez para o projeto "Story of Me and S4". No breve começo de um sonho de Jung, Choi Jin-hyuk estrelou como um trabalhador de escritório comum que sonha em deixar sua existência mundana e entrar em um mundo de fantasia; ele é abordado por um peixe azul, monta um carro esportivo em velocidade supersônica, vê um garoto flutuando segurando um balão, sai com uma banda hippie em sua van e se conhece como um garoto em um ponto de ônibus.
Em 2014, Jung, juntamente com os atores chineses Francis Ng e Chang Chen, dirigiu três curtas-metragens para Three Charmed Lives, um ônibus encomendado pelo Festival Internacional de Cinema de Hong Kong. Os críticos elogiaram o curta de Jung, The Killer Behind the Old Man, como a entrada mais forte e elegante. Nele, um filho contrata um assassino ultrametódico (interpretado por Andy Choi) para assassinar seu próprio pai, mas o assassino, no entanto, se vê paralisado pela vida lenta e ordenada do homem e, assim, hesita em continuar sua missão. Jung foi convidado a apresentar The Killer Behind the Old Man no 9º London Korean Film Festival em novembro de 2014.

## Engajamento do ACNUR
Em maio de 2014, o ACNUR Coréia nomeou Jung Woo-sung como seu primeiro apoiador de celebridades. Ele foi oficialmente nomeado Embaixador Nacional da Boa Vontade do ACNUR em 17 de junho de 2015. Ele foi à sua primeira missão do ACNUR no Nepal em 2014. Depois, doou 50 milhões (US $ 46.000) para ajudar as vítimas do terremoto de 25 de abril.
Em 2015, ele visitou o Sudão do Sul e, no início de março de 2016, encontrou-se com refugiados sírios no Líbano. Em junho de 2017, ele foi para a região do Curdistão no Iraque e visitou o campo de Qushtapa para refugiados sírios e o campo Hasansham U3 que abriga principalmente iraquianos deslocados da região de Mossul.

## Empresas de gestão de talentos
Em outubro de 2012, Jung deixou a Taurus Films, seu agente desde 2009, e estabeleceu a nova agência de talentos Red Brick House, nomeando seu gerente de 10 anos como CEO. Em maio de 2016, Jung e o ator Lee Jung-jae co-fundaram e se tornaram CEOs da agência de gerenciamento de talentos, Artist Company. Além dos proprietários, a empresa representa outros artistas, entre os quais: Lee Si-a, Go Ara, Ha Jung-woo, Esom, Nam Ji-hyun e Yum Jung-ah.

## Membro do júri do festival de cinema
Jung participou de vários festivais internacionais de cinema, não apenas como ator ou diretor, mas serviu nos júris dos seguintes festivais:
- 2012: 17th Busan International Film Festival, Coreia do Sul
- 2013: 14th Jeonju International Film Festival, Coreia do Sul
- 2014: 20th Gwangju Biennale, Coreia do Sul
- 2015: SSFF & Asia (Short Shorts Film Festival & Asia), Japão
- 2016: International Film Festival and Awards, Macau

## Vida pessoal
Ele é o melhor amigo do ator Lee Jung-jae, que ele conheceu durante as filmagens de Cidade do Sol Nascente. Eles são co-proprietários e co-investidores de várias empresas, incluindo a agência de gerenciamento Artist Company.
O ator é notoriamente privado sobre seus envolvimentos românticos. O único que ele reconheceu publicamente até agora foi seu relacionamento de curta duração com a co-estrela de Athena, Lee Ji-ah. Depois de fotografadas em Paris, Jung confirmou em março de 2011 que estavam namorando. Mas depois que o passado casado e divorciado de Lee com o principal cantor e compositor coreano Seo Taiji foi exposto ao público no mês seguinte, a imprensa coreana informou em junho que Jung e Lee haviam terminado. Apesar disso, e ao contrário de outras mega estrelas sul-coreanas, a vida de Jung permanece intocada por quaisquer escândalos e ele é frequentemente elogiado por colegas cineastas por sua cooperação e vontade de ajudar colegas mais jovens do set. Ele é conhecido por pegar a guia ao comer com seus colegas de trabalho ou pedir refeições para toda a equipe.

## Filmografia

### Filmes
- 1994 The Fox with Nine Tails, dirigido por Park Heon-soo
- 1994 Born to Kill, dirigido por Jang Hyeon-su
- 1996 Shanghai Grand, dirigido por Poon Man Kit
- 1997 Beat, dirigido por Sung-su Kim
- 1997 Motel Cactus, dirigido por Park Ki-yong
- 1998 City of the Rising, dirigido por Sung-su Kim
- 1999 Phantom: The Submarine Number 431, dirigido por Byung-cheon Min
- 1999 Love
- 2001 Musa, dirigido por Sung-su Kim
- 2003 Mutt Boy, dirigido por Kwak Kyung-taek
- 2004 A Moment to Remember, dirigido por John H. Lee
- 2005 Sad Movie, dirigido por Kwon JongKwan
- 2006 Daisy, dirigido por Andrew Lau
- 2006 The Restless, dirigido por Jo Dong-Oh
- 2007 Close to You (short film) cameo
- 2008 The Good, the Bad, the Weird
- 2009 Present (W Korea short film)
- 2009 A Good Rain Knows, dirigido por Hur Jin Ho
- 2010 Reign of Assassins, dirigido por Su Chao-Pin
- 2011 Friends & Love (Giordano short film)
- 2013 Cold Eyes
- 2014 The Divine Move
- 2014 Scarlet Innocence
- 2015 Don't Forget Me (também conhecido como Remember Me)
- 2016 Asura
- 2017 The King, dirigido por Jae-rim Han
- 2017 Steel Rain
- 2018 In-rang
- 2019 Innocent Witness

### Série de televisão
- 1995 Asphalt Man
- 1996 Oxtail Soup
- 1996 1.5
- 2010 Athena: Goddess of War
- 2011 Good Life ~Arigatou, Papa. Sayonara~
- 2011 Padam Padam... The Sound of His and Her Heartbeats

### Produtor
- 2015 Don't Forget Me (também conhecido como Remember Me)